# 巴西銀行文化中心

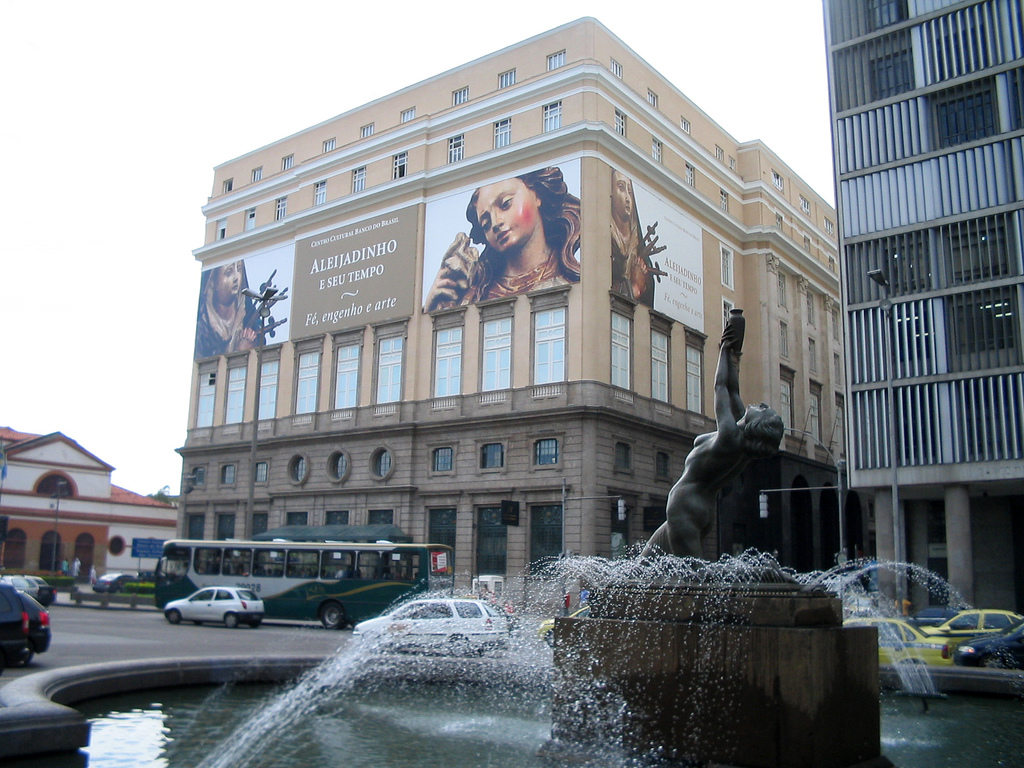
里約熱內盧的巴西銀行文化中心

巴西銀行文化中心（葡萄牙語：Centro Cultural Banco do Brasil，縮寫：CCBB）是一個屬於巴西銀行的文化機構，坐落於巴西里約熱內盧、巴西利亞和聖保羅。
巴西銀行文化中心始建於1986年，1989年在里約熱內盧、2000年在巴西利亞、2001年在聖保羅對公眾開放。這三個中心都列於世界上參觀人數做多的博物館中。
其中最大的一個則位於里約熱內盧，其建築風格是裝飾風藝術，由Francisco Joaquim Bethencourt da Silva設計。聖保羅的文化中心與前者風格相同，設計者是Hippolyto Pujol。巴西利亞的文化中心則是最小的一個，由Alba Rabelo Cunha設計。

## 圖像

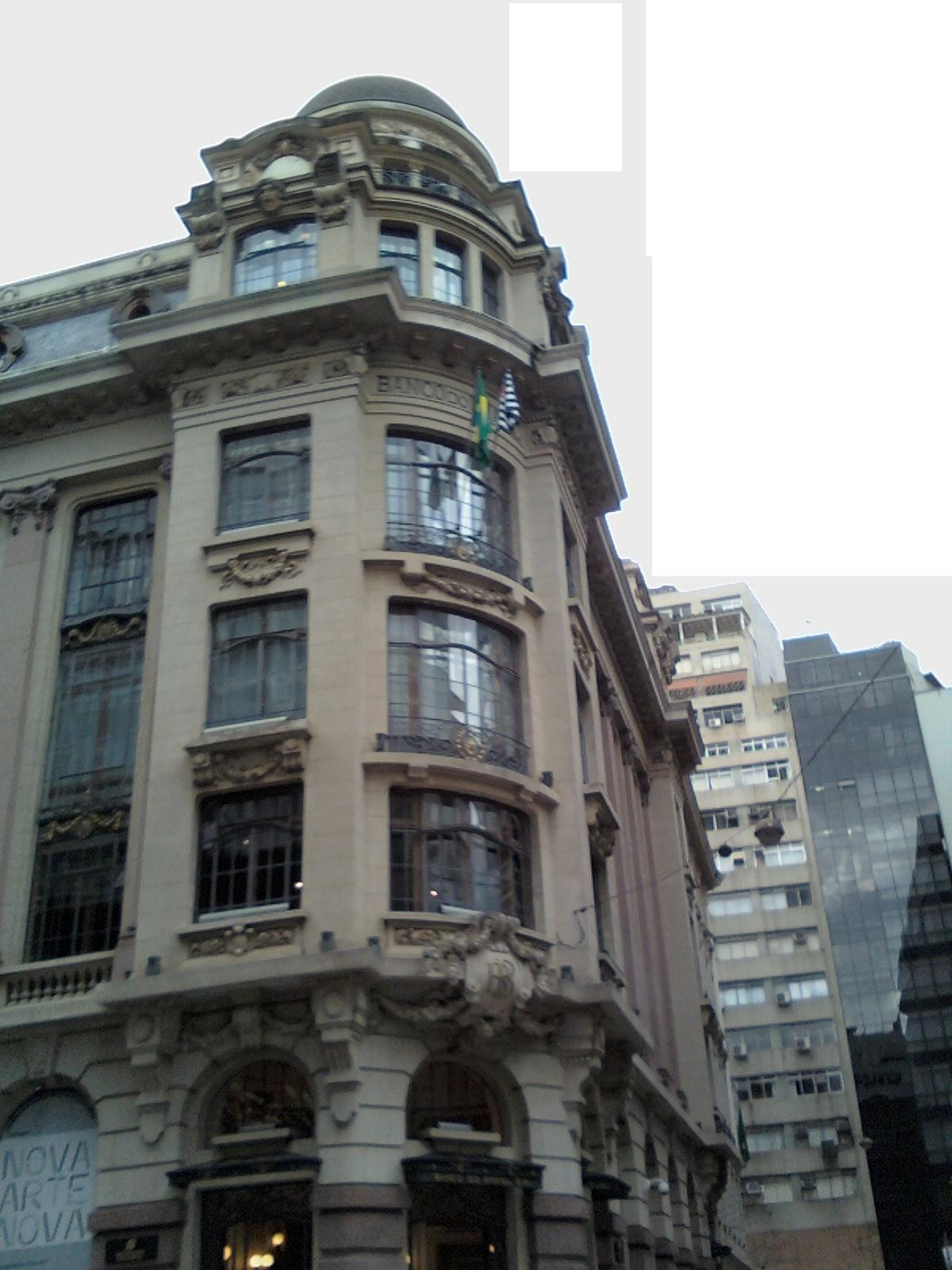
聖保羅的CCBB
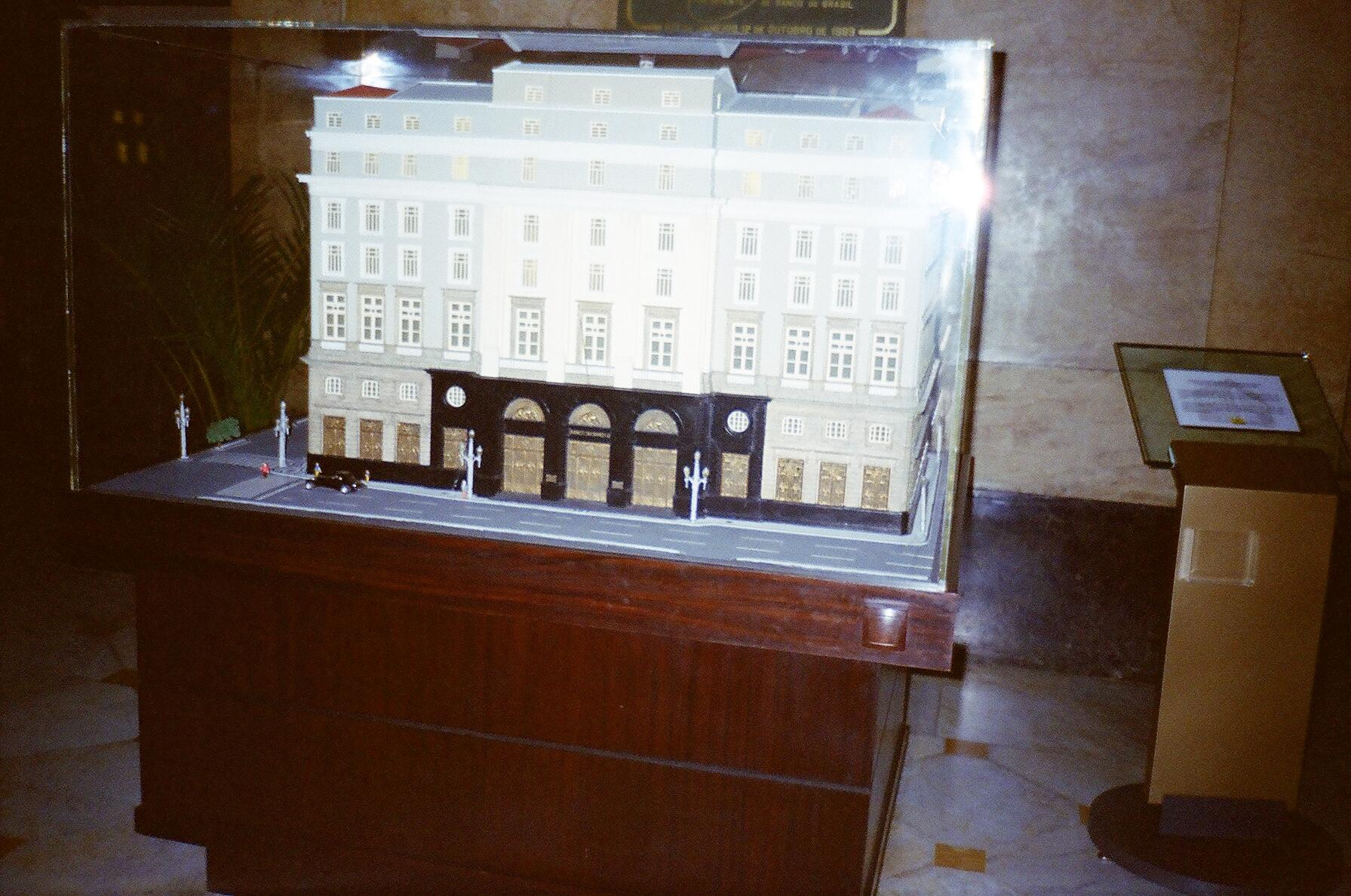
里約熱內盧CCBB中的模型